# Tödlicher Kult
Tödlicher Kult, in der Ursprungsfassung: The Mountains Have a Secret, ist ein Kriminalroman des australischen Schriftstellers Arthur W. Upfield und der elfte, in dem er den Detektiv „Bony“ ermitteln lässt.

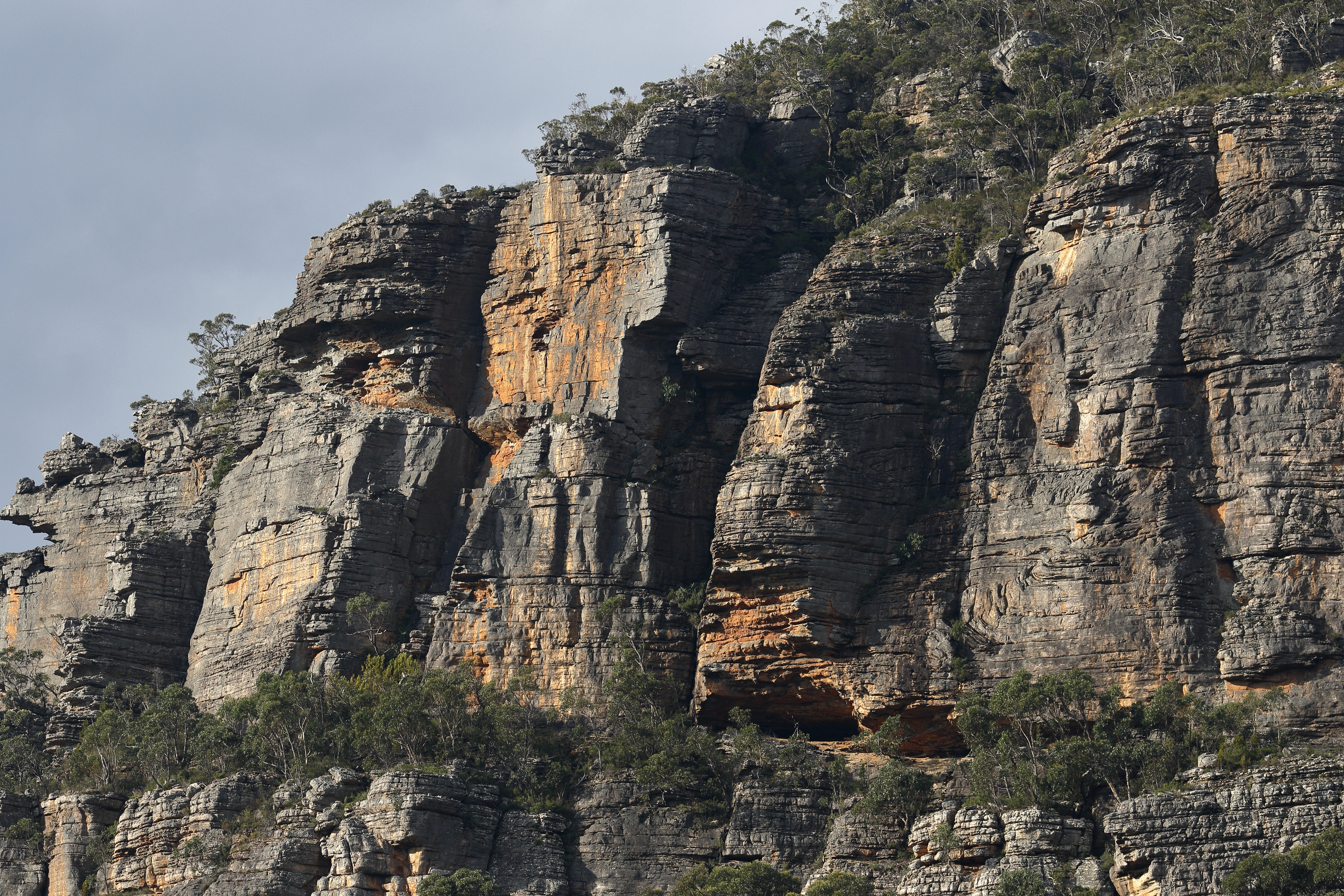
Felsformationen in den Grampians, das Gelände, in dem Upfield den Detektiv Bony ermitteln lässt

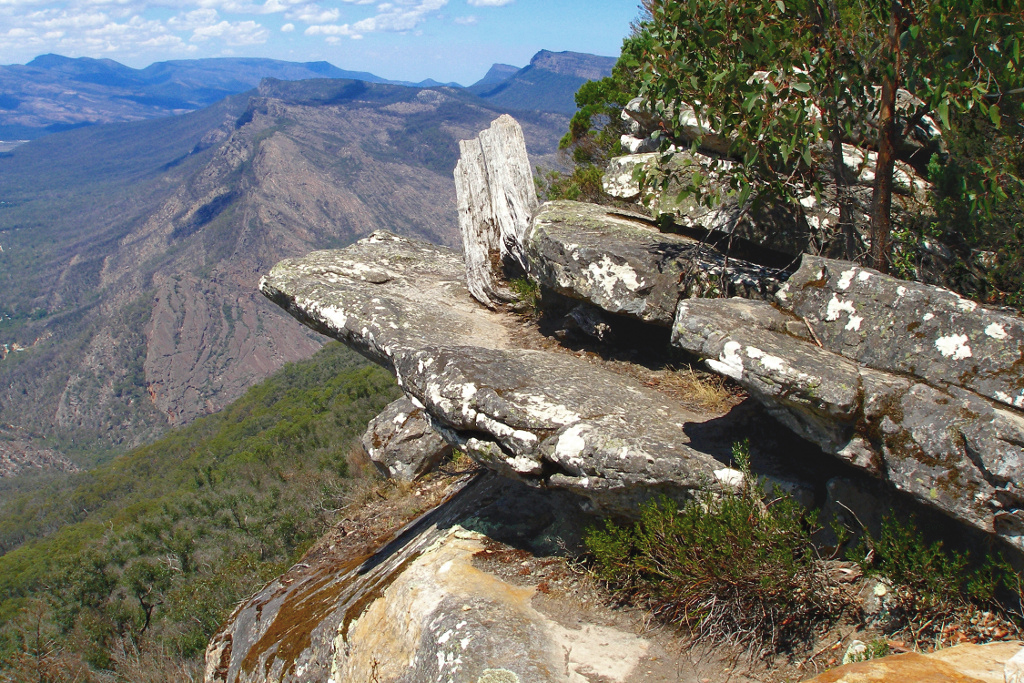
Grampians

## Kontexte
Der Roman spielt im März 1947. Im Vergleich zu anderen Romanen, die Arthur W. Upfield in dieser Zeit schrieb, enthält Tödlicher Kult relativ viele Bezüge zum Zweiten Weltkrieg bis hin zum finalen Clou der Handlung. Die ereignet sich überwiegend nördlich von Dunkeld, im Umfeld des weit abgelegenen Touristen-Hotels der Familie Simpson und dort selbst. Das Hotel liegt am Rand der Grampians, einem Gebirgszug in Victoria, ebenso wie der benachbarte landwirtschaftliche Betrieb, Baden Park Station, der sich auf die Aufzucht hoch wertvoller Zucht-Widder spezialisiert hat. Upfield liefert wieder gute Beschreibungen der dramatischen Landschaft.

## Handlung
Im Oktober 1946 verschwanden zwei Frauen, die sich auf einer Trekking-Tour befanden, nachdem sie zuletzt im Hotel der Familie Simpson übernachtet hatten. Der Polizist Price, der Wochen später versuchte, der Sache auf die Spur zu kommen, wurde erschossen in seinem Auto aufgefunden.
Auf Bitten des Chefs der victorianischen Kriminalpolizei, Superintendent Bolt, nimmt Bony Ermittlung und Spurensuche auf, wozu er sich als verdeckter Ermittler unter dem Alias eines urlaubenden Schafzüchters in dem Hotel einmietet. Im Gegensatz zu den meisten vorhergehenden Bony-Krimis spielt die örtliche Polizei in Dunkeld nur eine sehr randliche Rolle in der Handlung. Dagegen entwickelt sich der Hausmeister des Hotels, der US-Amerikaner Glen Shannon, zum Partner Bonys bei der Ermittlung. Bei der ist wieder die hervorragende Fähigkeit Bonys gefragt, Spuren im Busch zu lesen.
Zum Abschluss kommt es wieder zu einem Showdown zwischen Bony und den Verbrechern, was in den Krimis von Upfield häufig ist.

## Ausgaben
The Mountains Have a Secret erschien zuerst 1948 in den USA und erst vier Jahre später, 1952, auch in einer Ausgabe für den britisch-australischen Markt.
- Soweit nicht anders angegeben, stammen die nachfolgenden Angaben zu den australischen und britischen Ausgaben aus dem Katalog der Australischen Nationalbibliothek.[5]
  - Heinemann, Melbourne und London 1952
  - Pan Books, London 1954. ISBN 033010702X
  - Heinemann, London 1970
  - F.A. Thorpe, Leicester 1975. ISBN 0854563415 (Großdruck)
  - Pan Books in association with Heinemann, Sydney 1983. ISBN 0330270400
  - Collins/Angus and Robertson, North Ryde 1991
  - ETT Imprint, Exile Bay, NSW, 2020. ISBN 9781922384386
  - ETT Imprint, Royal Exchange, NSW, 2020. ISBN 9781922384393 (E-Book)

- US-amerikanische Ausgaben[6]
  - Doubleday, Garden City, N. Y., 1948 (veröffentlicht für den Crime Club)
  - Scribner, New York 1985

- Deutschsprachige Ausgaben erschienen unter dem Titel Tödlicher Kult[7]
  - Goldmann, München 1990. ISBN 978-3-442-05132-8 = Goldmann-Krimi 5132
  - Orbis, München 2000. ISBN 978-3-572-01142-1

- Ausgaben in anderen Sprachen
  - Französisch: Crime au sommet. Paris 1997. ISBN 9782264023520[8]
  - Spanisch: Las montanas tienen un secreto. Editorial Novaro-Mexico, S.A., Mexico 1957[9]